# Культурный и ботанический ландшафт Рихтерсфельдского заповедника
Культурный и ботанический ландшафт Рихтерсфельдского заповедника — участок горной пустыни на северо-западе ЮАР в Северо-Капской провинции. Рихтерсфельдский заповедник находится под управлением общины народности нама, ведущей полукочевой образ жизни, который согласно устной традиции и мнению учёных не менялся на протяжении 2000 лет. На территории расположены сезонные выпасы скота, передвижные постройки (нама цъхару омс), осуществляется сбор целебных трав.
Заповедник расположен южнее одноимённого национального парка и с 2007 года является объектом Всемирного наследия ЮНЕСКО.

## Расположение

Северная часть — национальный парк, южная часть — заповедник

Заповедник расположен более чем в 600 км севернее Кейптауна, северо-западнее Порт-Нолло. Кроме того, к нему можно добраться из Йоханнесбурга самолётом до Апингтона, а далее на машине. Ещё одним маршрутом является дорога из Намибии через Экстинфонтен, но она труднопроходимая. Среди шести крупных поселений в районе заповедника и национального парка (Хубос (англ. Khuboes), Экстинфонтен (англ. Eksteenfontein), Леккерсин (англ. Lekkersing), Сандрифт (англ. Sanddrift), Порт-Нолло (англ. Port Nolloth) и Александер-Бей (англ. Alexander Bay)), первые два расположены на границе объекта.
Заповедник управляется местными жителями, которые среди прочего, проводят экскурсии по его территории. По территории заповедника проложено несколько автомобильных маршрутов. Автодороги не всегда доступны для проезда из-за возможных наводнений.

## История
Рихтерсфельдский заповедник был образован более 10 лет назад, когда местные жители народа нама покинули пределы Рихтерсфельдского национального парка, расположенного на их традиционной территории. Заповедник стал последним прибежищем нама и их полукочевого образа жизни. Нама совершают сезонную миграцию вместе со своими жилищами с гор к реке и живут в устойчивом равновесии с хрупкой экосистемой суккулентов. Этот исчезающий образ жизни, наряду с редким ботаническим разнообразием стал причиной включения заповедника в число объектов Всемирного наследия.

## Флора и фауна
Ландшафт заповедника образуют биомы пустыни, суккулентного плато и финбоса. Заповедник расположен в одном из пяти центров эндемизма суккулентного плато, в котором произрастает более 350 видов эндемиков. Только на территории заповедника можно встретить 33 уникальных вида растений. Вместе с тем, 18 % растительных видов суккулентного плато находится под угрозой уничтожения из-за добычи полезных ископаемых и незаконного сельского хозяйства. Запрет на подобные виды деятельности делает заповедник уникальным природоохранным объектом.
|                          |                      |                     |
| Cheiridopsis denticulata | Crassula macowaniana | Hyobanche sanguinea |